# IEEE 802.1AE
IEEE 802.1AE는 무연결 데이터 기밀성과 매체 접근 독립 프로토콜을 위한 무결성을 정의하는 IEEE MAC 보안 표준이다.(MACsec으로도 알려져 있다.)

## 같이 보기
- IEEE 802.1